# Særfrimærke
Et særfrimærke er et frimærke, der som oftest udkommer i en særlig anledning, som f.eks. et jubilæum, for at hylde eller mindes et sted, en begivenhed eller en person. Særfrimærkets anledning er som oftest angivet på selve udgivelsen, hvorimod dagligseriefrimærker udelukkende viser motivet samt angivelse af pålydende og land. Mange postvæsener udgiver adskillige særfrimærker hvert år, hvor der som regel også på udgivelsesdagen foretages førstedagsafstempling på steder der har forbindelse med særfrimærkets anledning til udgivelse.
Særfrimærker kan benyttes som almindelige frimærker. I modsætning til dagligseriefrimærker, der genoptrykkes og sælges over længere tidsperioder, så trykkes særfrimærker som oftest i begrænsede oplag og sælges i langt kortere perioder fra postkontorer, ofte indtil oplaget er udsolgt.

## Første særfrimærker
I 1871 udgav Peru et fem centavos karminrødt frimærke med et lokomotiv samt et våben som motiv, hvilket anses for at være verdens første særfrimærke, udgivet for at mindes 20-års jubilæet for den første jernbane i Sydamerika. I Danmark udkom det første særfrimærke den 12. september 1912 i anledning af Centralpostbygningens opførsel.
| Filateli | Spire Denne artikel relateret til filateli er en spire som bør udbygges. Du er velkommen til at hjælpe Wikipedia ved at udvide den. |